# Liste der denkmalgeschützten Objekte in Steyregg
Die Liste der denkmalgeschützten Objekte in Steyregg enthält die 10 denkmalgeschützten, unbeweglichen Objekte der Gemeinde Steyregg in Oberösterreich (Bezirk Urfahr-Umgebung).

## Denkmäler
| Foto  |                 | Denkmal                                                             | Standort                                       | Beschreibung | Metadaten |
| ----- | --------------- | ------------------------------------------------------------------- | ---------------------------------------------- | --- | --- |
| ja    | Datei hochladen | Ehem. Kloster des Hl.-Geist-Ordens HERIS-ID: 21730 Objekt-ID: 18052 | Pulgarn 33 Standort KG: Pulgarn                | Der T-förmige gotische Bau ist von einem großen Wirtschaftskomplex umgeben. Er wurde um 1303 erbaut, gegen 1600 ausgebaut und später barockisiert. | BDA-Hist.: Q1305287 Status: § 2a Stand der BDA-Liste: 2025-06-30 Name: Ehem. Kloster des Hl.-Geist-Ordens GstNr.: .1 Kloster Pulgarn                               |
| ja    | Datei hochladen | Ehem. Klosterkirche Hl. Geist HERIS-ID: 21729 Objekt-ID: 18051      | Pulgarn 33 Standort KG: Pulgarn                | Bemerkenswerte Elemente der Klosterkirche sind ein gotisches Sakramentshäuschen an der linken Seite des Altares sowie die an der äußeren Nordwand der Kirche zu sehenden Grabsteine der ehemaligen Inhaber der Herrschaft Luftenberg. Wurde entlang eines alten Fernweges von Steyregg nach St. Georgen angelegt. | BDA-Hist.: Q64692108 Status: § 2a Stand der BDA-Liste: 2025-06-30 Name: Ehem. Klosterkirche Hl. Geist GstNr.: .1 Kloster Pulgarn                                   |
| ja    | Datei hochladen | Kath. Pfarrkirche hl. Stephan HERIS-ID: 14175 Objekt-ID: 10403      | Kirchengasse 30 Standort KG: Steyregg          | Die Pfarrkirche hl. Stephan liegt leicht erhöht westlich der mittelalterlichen Kernstadt. Die 3-schiffige, 4-jochige Kirche weist Baumerkmale aus mehreren Epochen auf, vor allem aus dem Barock. Westlich ist ein schlanker Turm angebaut. | BDA-Hist.: Q37737308 Status: § 2a Stand der BDA-Liste: 2025-06-30 Name: Kath. Pfarrkirche hl. Stephan GstNr.: .140 Pfarrkirche hl. Stephan (Steyregg)              |
| ja    | Datei hochladen | Schloss Steyregg HERIS-ID: 14179 Objekt-ID: 10407                   | Schloßberg 1 Standort KG: Steyregg             | Das oberhalb von Steyregg liegende Schloss ist das Wahrzeichen der Kleinstadt. Durch Brände und Kriegsschäden wurde das Schloss auf die heutige Größe verkleinert. Das heutige, viergeschoßige Gebäude ist der ehemalige Ostflügel und nur ein Drittel des einstigen Schlosses. Das Schloss ist von einem Park aus dem 19. Jahrhundert umgeben. Zwei Brunnen des Parks tragen die Jahreszahlen 1670 und 1727 und die Wappen der Weißenwolffs und Jörger. | BDA-Hist.: Q2243632 Status: Bescheid Stand der BDA-Liste: 2025-06-30 Name: Schloss Steyregg GstNr.: .11, .12 Schloss Steyregg                                      |
| ja BW | Datei hochladen | Karbrunnen HERIS-ID: 21715 Objekt-ID: 18037                         | gegenüber Stadtplatz 13 Standort KG: Steyregg  | Das 8-eckige Becken am östlichen Stadtplatz ist mit der Jahreszahl 1600 bezeichnet. Der Brunnen war von 1965 bis 1980 deponiert. | BDA-Hist.: Q37864353 Status: § 2a Stand der BDA-Liste: 2025-06-30 Name: Karbrunnen GstNr.: 72 Karbrunnen (Steyregg)                                                |
| ja    | Datei hochladen | Stadtmauer HERIS-ID: 21732 Objekt-ID: 18054                         | Stadtturmgasse 8 Standort KG: Steyregg         | Früher umfassende Stadtmauer aus dem 14. und 15. Jahrhundert, heute mehrmals durchbrochen und in Häusern verbaut. Frei stehend an der Rückseite der Häuser sichtbar. | BDA-Hist.: Q37864415 Status: § 2a Stand der BDA-Liste: 2025-06-30 Name: Stadtmauer GstNr.: .158/1, .158/2, .160/1 Stadtmauer Steyregg (denkmalgeschützt)           |
| ja    | Datei hochladen | Stadttor HERIS-ID: 21731 Objekt-ID: 18053                           | Stadtturmgasse 11 Standort KG: Steyregg        | Mächtiger 2-geschoßiger Turm mit quadratischem Grundriss und Pyramidendach. Die Durchfahrtshalle hat ein Kreuzgratgewölbe. Das Tor blieb als einziges der drei Stadttore erhalten. Es erhielt den Namen Seilertor von den Seilern, die im Mittelalter vor der Stadtmauer die Netze der Fischer herstellten und reparierten. | BDA-Hist.: Q37864401 Status: § 2a Stand der BDA-Liste: 2025-06-30 Name: Stadttor GstNr.: .73 Stadtturm (Seilertor)                                                 |
| ja    | Datei hochladen | Rathaus HERIS-ID: 21713 Objekt-ID: 18035                            | Weissenwolffstraße 3 Standort KG: Steyregg     | Späthistoristisches Wohnhaus, welches 1908 von Johann Strasser erbaut wurde. | BDA-Hist.: Q37864337 Status: § 2a Stand der BDA-Liste: 2025-06-30 Name: Rathaus GstNr.: .82 Rathaus Steyregg                                                       |
| ja    | Datei hochladen | Figurenbildstock hl. Florian HERIS-ID: 14180 Objekt-ID: 10408       | bei Weissenwolffstraße 3 Standort KG: Steyregg | Der Figurenbildstock hl. Florian wurde Mitte des 18. Jahrhunderts erbaut. | BDA-Hist.: Q37737892 Status: § 2a Stand der BDA-Liste: 2025-06-30 Name: Figurenbildstock hl. Florian GstNr.: .82 Figurenbildstock hl. Florian (Steyregg)           |
| ja    | Datei hochladen | Stadtmauer HERIS-ID: 38707 Objekt-ID: 38293                         | Weissenwolffstraße 8 Standort KG: Steyregg     | Früher umfassende Stadtmauer aus dem 14. und 15. Jahrhundert, heute mehrmals durchbrochen und in Häusern verbaut. Frei stehend an der Rückseite des Hauses sichtbar. | BDA-Hist.: Q37983405 Status: Bescheid Stand der BDA-Liste: 2025-06-30 Name: Stadtmauer GstNr.: .160/2, .159/2, .159/1 Stadtmauer bei Weissenwolffstraße (Steyregg) |